# Юліус Покорний
Юліус По́корний, трапляється варіант транслітерації прізвища як Покорні ( Julius Pokorny; 12 червня 1887, Прага — 8 квітня 1970, Цюрих) — мовознавець, фахівець з кельтських мов та порівняльно-історичного мовознавства.

## Біографія
Навчався у Віденському університеті, потім викладав там з 1913 до 1920 року. 1920 року став завідувачем кафедрою кельтської філології в Берлінському університеті, де пропрацював до 1935 року, коли був звільнений нацистами через єврейське походження, незважаючи на католицьке віросповідання. У травні 1936 року отримав «Свідоцтво про відсутність претензій» (нім. Unbedenklichkeitsbescheinigung) від місцевої групи НСДАП, на підставі чого зміг отримувати державну пенсію. Отримав завчасне попередження про погром 1938 року, відомий в історії як «Кришталева ніч», завдяки чому заздалегідь виїхав до Бельгії.
Активно підтримував незалежність Ірландії, був автором низки публікацій, присвячених сучасній ситуації в Ірландії. До Другої світової війни був редактором журналу «Zeitschrift für celtische Philologie» та сприяв його відновленню після війни.
У 1943 році емігрував до Швейцарії, де працював в Бернському та Цюрихському університетах аж до виходу на пенсію в 1959 році. 1954 року був обраний почесним професором Університету Людвіга-Максиміліана в Мюнхені, де викладав в 1956 і 1960—1965 роках.
Відомий насамперед, як автор опублікованого в 1959 році «Індоєвропейського етимологічного словника» (Indogermanisches etymologisches Wörterbuch, загальноприйняте скорочення — IEW), що став переробленою версією словника Алоїса Вальде, виданого в 1927—1930 роки .
Помер у Цюриху через три тижні після нещасного випадку (потрапив під трамвай).

## Основні праці
- A Historical Reader of Old Irish. Texts, Paradigms, Notes and a Complete Glossary. Halle, 1923
- Altirische Grammatik. Berlin, 1925 (Sammlung Göschen Nr. 896)
- Indogermanisches etymologisches Wörterbuch. 2 Bde. Francke: Bern-München, 1959 (1.Aufl. указатель — 1969), 2005 (5.Aufl., ISBN 3772009476)